# Rui Galvão de Carvalho

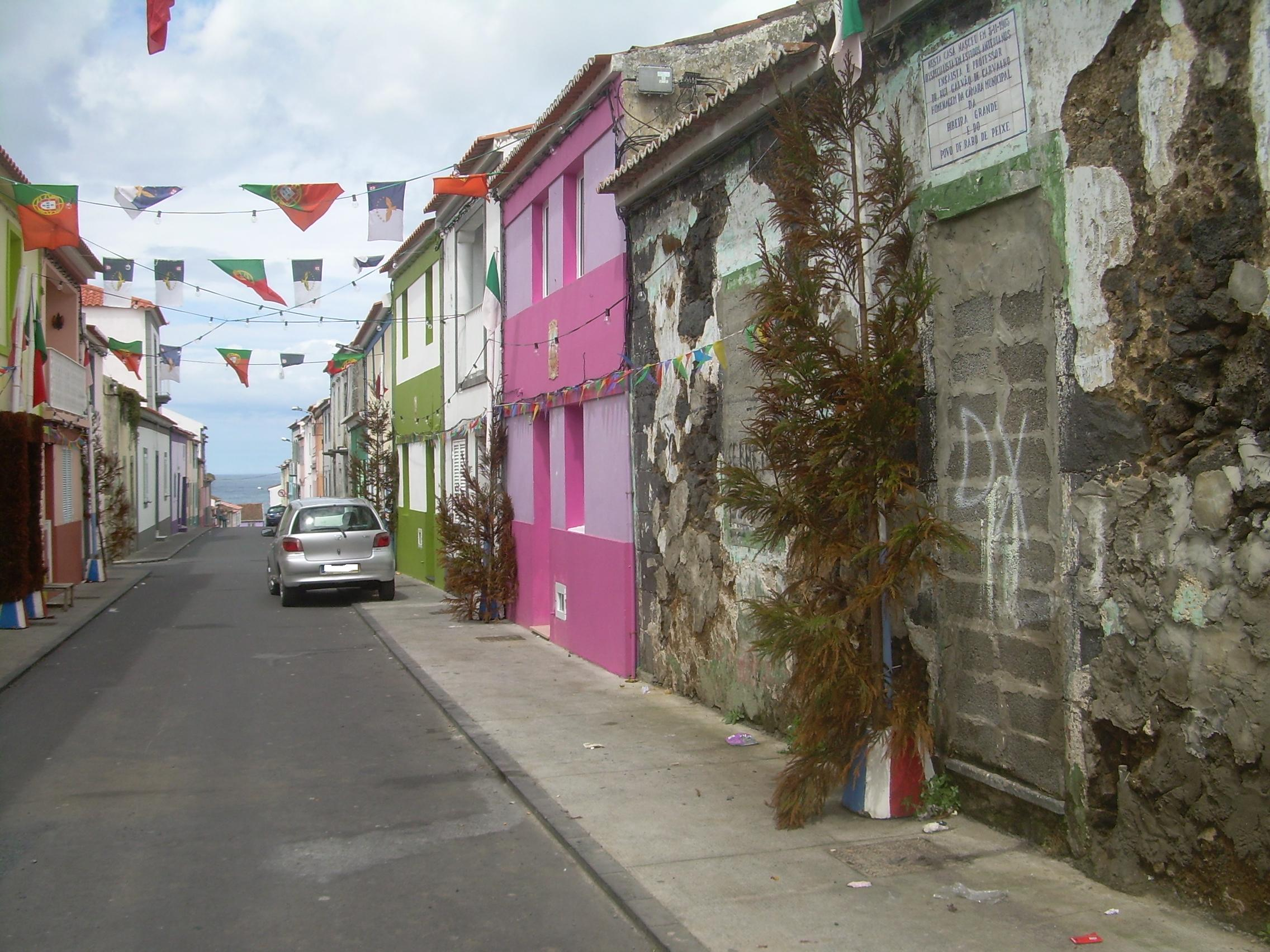
Casa (em Rabo de Peixe) onde nasceu Rui Galvão de Carvalho e rua com o seu nome.

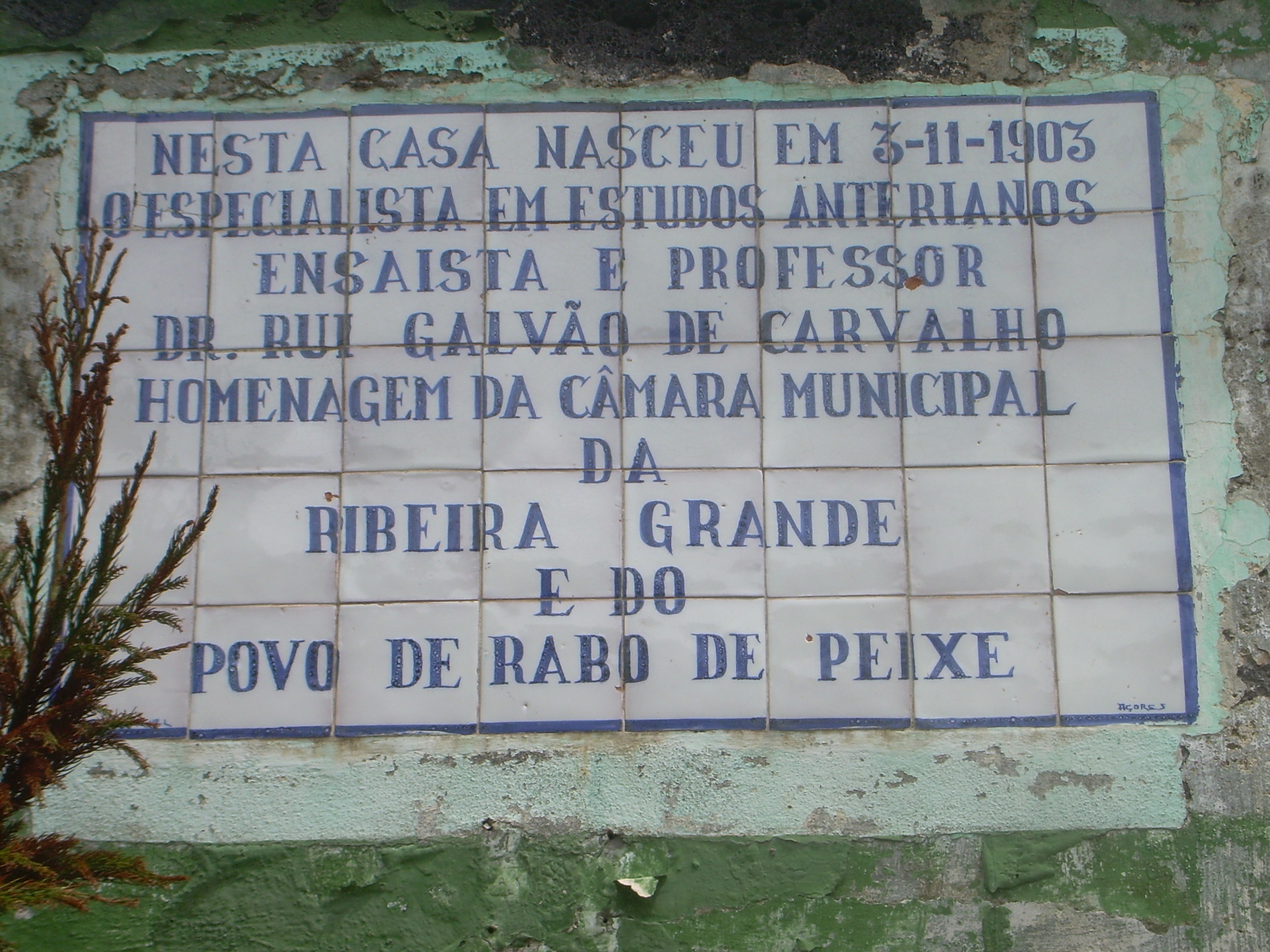
Placa que certifica o local de nascimento de Rui Galvão de Carvalho.

Rui Galvão de Carvalho (Rabo de Peixe, 3 de novembro de 1903 — Ponta Delgada, 29 de abril de 1991) foi um poeta, escritor, ensaísta e professor açoriano que se notabilizou pelo seu estudo da vida e obra de Antero de Quental, sendo considerado um dos bons anterianistas. Deixou uma vasta e diversificada obra literária, em parte publicada sob o pseudónimo de Abd-el Kader.

## Biografia

### Percurso académico
Destinado a seguir uma carreira na advocacia, matriculou-se na Faculdade de Direito da Universidade de Lisboa, mas em 1922, quando já frequentava o 3.º ano do curso, transferiu-se para a Universidade de Coimbra, matriculando-se então no curso de Ciências Filosóficas, em que se licenciou em 1929.
Durante a sua passagem por Coimbra foi aluno do anterianista Joaquim de Carvalho, professor que o introduziu no estudo da obra de Antero de Quental e com quem manteria uma profícua e longa relação. Também durante esse período aproximou-se das ideias do Integralismo Lusitano e de António Sardinha, cujas conceções e ideais se mostraram de primordial importância na sua formação intelectual e moral. Essas influências são «indispensáveis para compreender a personalidade do pedagogo, do poeta, do anterianista, do açorianista» que depois se revelaria. Outra importante influência deste período foi a amizade que manteve com  Bernardo de Vasconcelos, seu condiscípulo em Coimbra.
Iniciou a sua colaboração com a imprensa também ainda enquanto estudante em Coimbra, o mesmo acontecendo com a sua atividade enquanto conferencista. Já em 1927 proferia uma conferência sobre António Sardinha no Centro Académico da Democracia Cristã, em Coimbra, e tinha importante participação nas atividades daquele centro.

### Carreira profissional
Terminado o curso, declinou um convite para ingressar no corpo docente da Universidade de Coimbra e optou pela docência liceal, tendo lecionado nos liceus de Coimbra, Lisboa e Ponta Delgada. Nesta última cidade, efetivou-se como professor do Liceu Nacional Antero de Quental (atual Escola Secundária Antero de Quental), assumindo um papel de grande relevo na vida escolar e na atividade cultural que se realizava em torno do liceu micaelense. Foi, no dizer de Fernando Aires, «fonte e húmus de iniciativas criadoras» que marcaram várias gerações de estudantes e a vida cultural e cívica da cidade.
Para além da docência liceal dedicou-se ao estudo da poesia açoriana, iniciando logo na década de 1930 uma recolha de poesia de autores de diversas ilhas, cuja análise e contextualização lhe ocupariam quase meio-século. Outra importante linha de estudo, na qual se tornaria um indisputado especialista, foi a vida e obra de Antero de Quental. Em consequência desse labor, foi um dos mais reputados anterianistas de sempre e, simultaneamente, um destacado especialista em literatura açoriana.[carece de fontes?]

## Obra literária

### Poesia
Também, desde muito cedo, se dedicou à poesia, publicando obra própria de mérito. Para além da obra que publicou sob o seu nome, também publicou importante obra poética sob o pseudónimo de Abd-el Kader, sendo sob este pseudónimo que vieram a público as suas principais obras líricas. Na sua produção poética é clara a influência religiosa e moral de frei Bernardo de Vasconcelos, particularmente na vertente da exaltação da vivência mística do amor de Deus. A sua poesia é, também, a exaltação do sentimento e do amor, como formas de conhecimento superiores à razão e duma permanente inquietude que não cede ao pessimismo.

### Monografias e ensaios
Na sua atividade como ensaísta, é clara a inseparável ligação ao estudo da filosofia e da poesia de Antero de Quental, mas a sua orientação filosófica reflete também a forte influência do pensamento neoescolástico, essencialmente na orientação que lhe foi dada por Jacques Maritain, Régis Jolivet e Henri Bergson. Outra linha orientadora do seu pensamento, particularmente visível nos seus estudos sobre a poesia e os poetas açorianos, foram os ideais nacionalistas de António Sardinha, com destaque para o culto da identidade e independência de Portugal, em particular na sua oposição às conceções iberistas de alguns grupos monárquicos e dos federalistas republicanos.
Para além da sua obra ensaística e das monografias que publicou sobre a obra de Antero de Quental e sobre literatura açoriana, deixou uma vasta obra dispersa por jornais, revistas literárias, palestras na rádio e conferências, bem como um importante acervo de obras inéditas, depositados na Biblioteca Pública e Arquivo de Ponta Delgada, por disposição testamentária, muitas delas prontos para serem publicados. Entre as obras inéditas inclui-se a intitulada Subsídios para a História da Poesia Açoriana, em 12 volumes, resultado do vasto e longo processo de recolha e estudo da produção poética de todas as ilhas dos Açores, um tarefa que iniciara na década de 1930.

## Prémios e condecorações
Em 9 de abril de 1981, foi condecorado com o grau de Comendador da Ordem Militar de Sant'Iago da Espada, que lhe foi entregue em sessão solene realizada na Universidade dos Açores e presidida pelo general António Ramalho Eanes, então Presidente da República. A distinção foi conferida em reconhecimento do seu relevante contributo na investigação e no ensino.
Em 1986 ofereceu à Universidade dos Açores um importante espólio que incluía várias traduções dos poemas de Antero, ensaios críticos, correspondência literária diversa, obras de autores açorianos, revistas e jornais com artigos de temática anteriana. Este espólio ficou a constituir a Sala Antero de Quental, na qual foi também colocado um busto de Antero de Quental, da autoria de Canto da Maia, um retrato a óleo do poeta pintado por Raposo Marques e um quadro a óleo de inspiração anteriana da autoria de Luísa Athayde. Todo este valioso espólio foi destruído pelo incêndio que deflagrou no edifício da reitoria e que destruiu totalmente o imóvel.

## Legado
Para além de ser lembrado na toponímia de várias povoações açorianas, é o patrono da principal escola de Rabo de Peixe, a Escola Básica Integrada Rui Galvão de Carvalho.

## Obras publicadas
Poesia
- (1934) — Cântico dos Cânticos: Versos de Amor. Angra do Heroísmo, Livraria Editora Andrade;
- (1935) — Sol Posto. Angra do Heroísmo, Livraria Editora Andrade;
- (1957) — Entre o Sonho e a Realidade. Angra do Heroísmo, União Gráfica Angrense;
- (1990) — Cinzas no Mar: Versos de Abd-el-Kader. Ponta Delgada, Instituto Cultural de Ponta Delgada;

Ensaio
- (1944) — O Génio Poético de Teófilo Braga. Ponta Delgada, Tip. do Diário dos Açores;
- (1955) — "Contribuição dos Açores para a História da Filosofia Portuguesa". Sep. da Revista Portuguesa de Filosofia, Braga.
- (1956) — "A volta de António Nobre" in Ocidente : Revista Portuguesa Mensal, Volume L, n.º 217, p. 161-169.
- (1979, 1984) — Antologia Poética dos Açores. Angra do Heroísmo, Secretaria Regional da Educação e Cultura, 2 vols.;
- (1985) — Armando Côrtes-Rodrigues: O Homem e o Poeta. Vila Franca do Campo, Ed. Ilha Nova;
- (1989) — Poetas dos Açores. Angra do Heroísmo, Secretaria Regional da Educação e Cultura;
- (1989) — António Franco: Poeta do Sentimento. Nordeste, Câmara Municipal do Nordeste.

Anteriana;
- (1933) --  Nota breve sobre a timidez de Antero. Porto, Revista Portucale vol. VI, nº 35.
- (1933) — Três Ensaios sobre Antero de Quental. Coimbra, Imp. da Universidade;
- (1934) — Meditação Sobre a Vida e a Morte de Antero. Sep. de O Distrito, Ponta Delgada;
- (1949) — Antero de Quental e a Mulher. Ensaio Breve de Interpretação Psicológico-Literária. Lisboa, Ed. Álvaro Pinto (dissertação de licenciatura);
- (1950) — Antero Vivo. Ensaios. Lisboa, Ed. Álvaro Pinto (Ocidente);
- (1950) — Primazia do Espírito e Agremiações Culturais. Ponta Delgada, Tip. do Correio dos Açores;
- (1957) — Mulher na Lírica de Antero. Sep. de Insulana;
- (1961) — Cartas de Antero de Quental a Francisco Machado de Faria e Maia. Lisboa, Delfos;
- (1962) — Ordenação Cronológica dos «Sonetos Completos» de Antero de Quental. Sep. de Atlântida. Órgão do Instituto Açoriano de Cultura, Angra do Heroísmo;
- (1965) —  O génio poético de Antero. Brotéria, Lisboa, vol. 81, n.º 3 (Setembro de 1965): pp. 175 seg.
- (1966) ---  As raízes bocageanas dos Sonetos de Antero de Quental. Gil Vicente, Lisboa, Vol. XVII 2ª série. nº 11e 12.
- (1980) — Colectânea de Estudos Anterianos. Angra do Heroísmo, Secretaria Regional da Educação e Cultura;
- (1983) — Antologia Poética de Antero de Quental. Angra do Heroísmo, Secretaria Regional de Educação e Cultura;
- (1984) — O Açorianismo de Antero de Quental. Sep. da Biblos, Coimbra;
- (1985) — Antero de Quental: Novos Ensaios. Vila Franca do Campo, Ed. Ilha Nova;
- (1989) — Antero de Quental e a Música. Câmara Municipal da Horta.